# День студента Болгарии
День студента Болгарии — главный праздник болгарского студенчества. Отмечается ежегодно 8 декабря. Не является выходным днём.

## История и празднование
На начало XX века, Софийский государственный университет был единственным на территории Болгарии высшим учебным заведением. В 1903 году академический совет при этом университете решил объявить восьмое декабря патронным праздником университета.
Эта дата была выбрана не случайно: именно в этот день, по церковному православному календарю, день святого Климента Охридского. Климент Охридский ещё до смерти Мефодия бежал от преследования латинян в Болгарию. Болгарский царь Борис послал Климента для проповеди в западную часть болгарского царства — в Кутмичевицу (ныне Скопя). Там Климент основал Охридскую книжную школу, которая по праву считается первым славянским университетом.
После 1944 года, когда в Болгарии был свергнут фашистский режим, празднование этого студенческого праздника было перенесено на 17 ноября, когда весь мир отмечает международный день студентов. Однако в 1962 году, по случаю восьмидесятилетнего юбилея Софийского государственного университета «день студента Болгарии» вновь стали отмечать 8 декабря.